# Capillipedium magdalenae
Capillipedium magdalenae là một loài thực vật có hoa trong họ Hòa thảo. Loài này được M.R.Almeida mô tả khoa học đầu tiên năm 1975 publ. 1976.